# Jindřich Thun-Hohenstein
Jindřich Thun-Hohenstein (23. ledna 1913 Praha – 14. června 1994 Vancouver) pocházel z rodu Thun-Hohenstein.

## Život
Studoval práva na Karlově univerzitě v Praze. Po ukončení studia řídil statky v Lažanech. Od roku 1936 psal články do novin "Národní výzva".
V roce 1939 se dostal do vedení hnutí Vlajka. V roce 1942 pracoval v Erfurtu v zemědělství a následně ve Frankfurtu nad Odrou. V roce 1943 se vrátil do Prahy a likvidoval Vlajku. Do konce války pak spravoval svůj statek a po skončení války v roce 1945 byl zatčen a souzen v procesu s Vlajkaři v roce 1946. Byl odsouzen na doživotí. V únoru 1948 se mu podařilo utéct z velkostatku u Stříbra a překročit hranice do Bavorska. Po útěku žil v Londýně a Kanadě.

## Rodina
Jeho otec byl Vojtěch Thun-Hohenstein a jeho matka byla Marie Enis Thun-Hohenstein. Měl dva bratry Mikuláše a Adalberta a sestru Marii Loisu. Jindřich Thun-Hohenstein se oženil s Uršulou Kristýnou z Habartic, se kterou měl syna Filipa Mikuláše (1952) a dceru Andreu-Marii-Henrietu (1957).